# كيلي نايت كرافت
كيلي نايت كرافت (بالإنجليزية: Kelly Knight Craft)‏؛ دبلوماسية أمريكية، وسفيرة الولايات المتحدة السابقة في الأمم المتحدة، وسفيرة سابقة لبلادها في كندا.

## السيرة الذاتية
هي ابنة طبيب بيطري، بوبي جويلويل، وشيري ديل جويلفيل. كان والدها ناشطاً في الحزب الديمقراطي ترأس اللجنة الحزبية في مقاطعة بارين في كنتاكي. نشأت في مدينة غلاسكو بولاية كنتاكي، وكانت طالبة في مدرسة ثانوية في غلاسكو في عام 1980م. تخرجت من جامعة كنتاكي في عام 1984م.
وموّلت عدة مرشحين أمريكيين في الانتخابات، على سبيل المثال جورج دبليو بوش للانتخابات الرئاسية عام 2004م،وعينت بعد ذلك نائبة مندوب لدى الأمم المتحدة في عام 2007م.
في عام 2016م، تبرعت مع زوجها جو كرافت بملايين الدولارات لعدة مرشحين للانتخابات الرئاسية للحزب الجمهوري الرئاسي (وكانت آنذاك مندوبة حزبية له في كنتاكي)، وكانت هذه الأموال موجهة إلى ماركو روبيو وبعد ذلك تبرعت بمليوني دولار لدونالد ترامب.
وهي عضو مجلس إدارة في جامعة كنتاكي، وترأس كيلي جي. نايت، وهي شركة استشارات تجارية مقرها في ليكسينغتون، كنتاكي.
في 23 تشرين الأول/ أكتوبر 2017، أصبحت سفيرة الولايات المتحدة في كندا، التي عينها الرئيس دونالد ترامب. هي أول امرأة تصل إلى هذا المنصب. وتقول في مقابلة لها حول تغير المناخ تؤمن بأن «هناك جانبين للعلم».

## الحياة الخاصة
كانت متزوجة من ديفيد س. موروس وبعد ذلك تزوجت جودسون نايت. ومنذ أبريل 2016 تزوجت من رجل الأعمال جو كرافت.